# Spoorlijn Rouxmesnil - Eu
De Spoorlijn Rouxmesnil - Eu was een Franse spoorlijn van Rouxmesnil-Bouteilles naar Eu. De lijn was 37,6 km lang en heeft als lijnnummer 356 000.

## Geschiedenis
De lijn werd geopend door de Compagnie des chemins de fer de l'Ouest op 22 augustus 1885. Reizigersverkeer werd opgeheven op 2 oktober 1938. Goederenverkeer op het gedeelte tussen  Envermeu en Eu werd opgeheven in 1972. Het gedeelte tussen Rouxmesnil en Envermeu bleef op en ten behoeve van de Kerncentrale Penly. Sinds 2019 is dit gedeelte van de lijn ook gesloten. 

## Aansluitingen
In de volgende plaatsen is of was er een aansluiting op de volgende spoorlijnen:
Rouxmesnil
RFN 330 000, spoorlijn tussen Saint-Denis en Dieppe
RFN 355 300, raccordement tussen Rouxmesnil en Dieppe
Eu
RFN 323 000, spoorlijn tussen Abbeville en Eu
RFN 325 000, spoorlijn tussen Épinay-Villetaneuse en Le Tréport-Mers
RFN 356 306, raccordement militaire van Eu

## Galerij

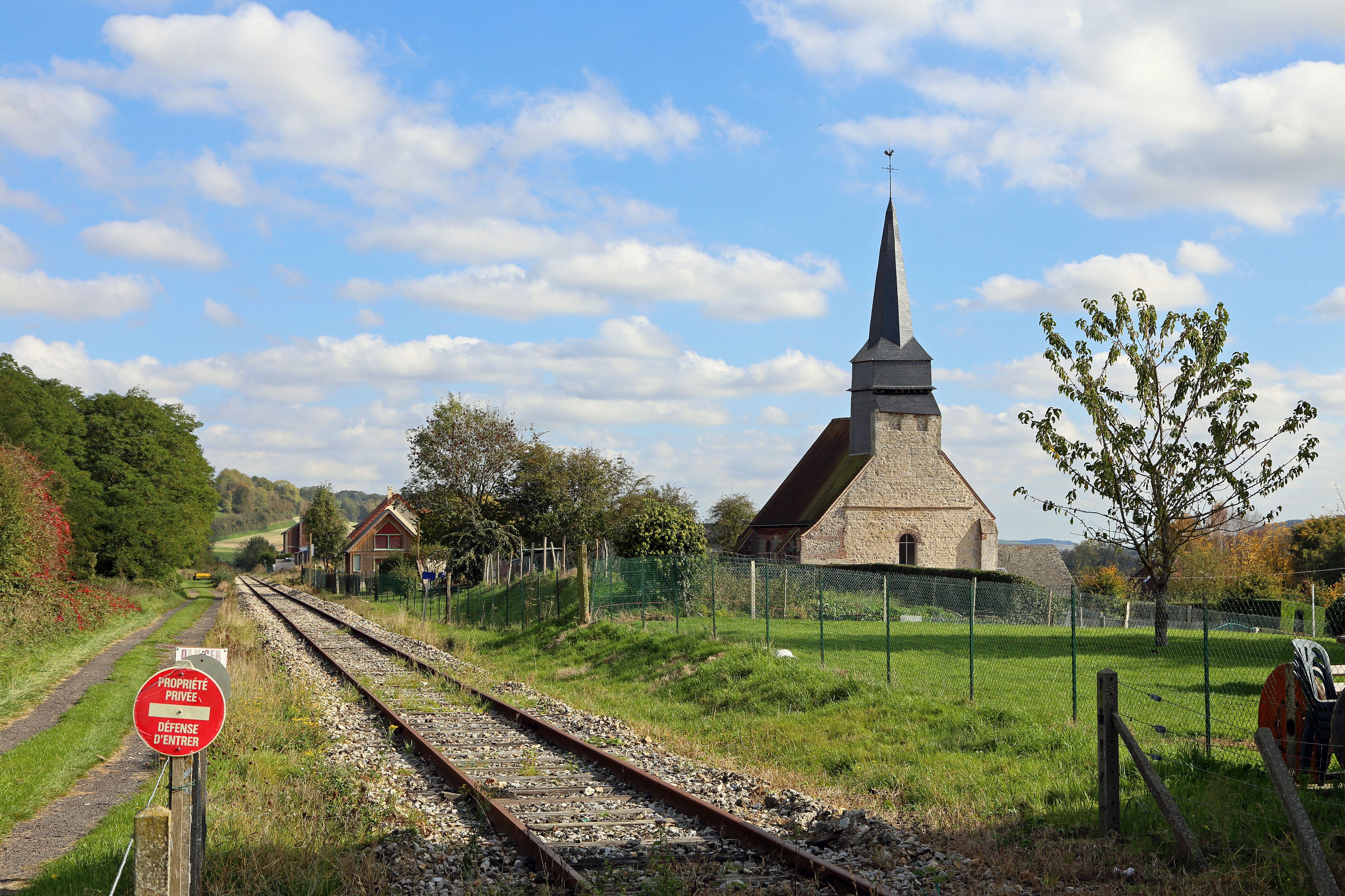
De lijn bij Sauchay-le-Bas
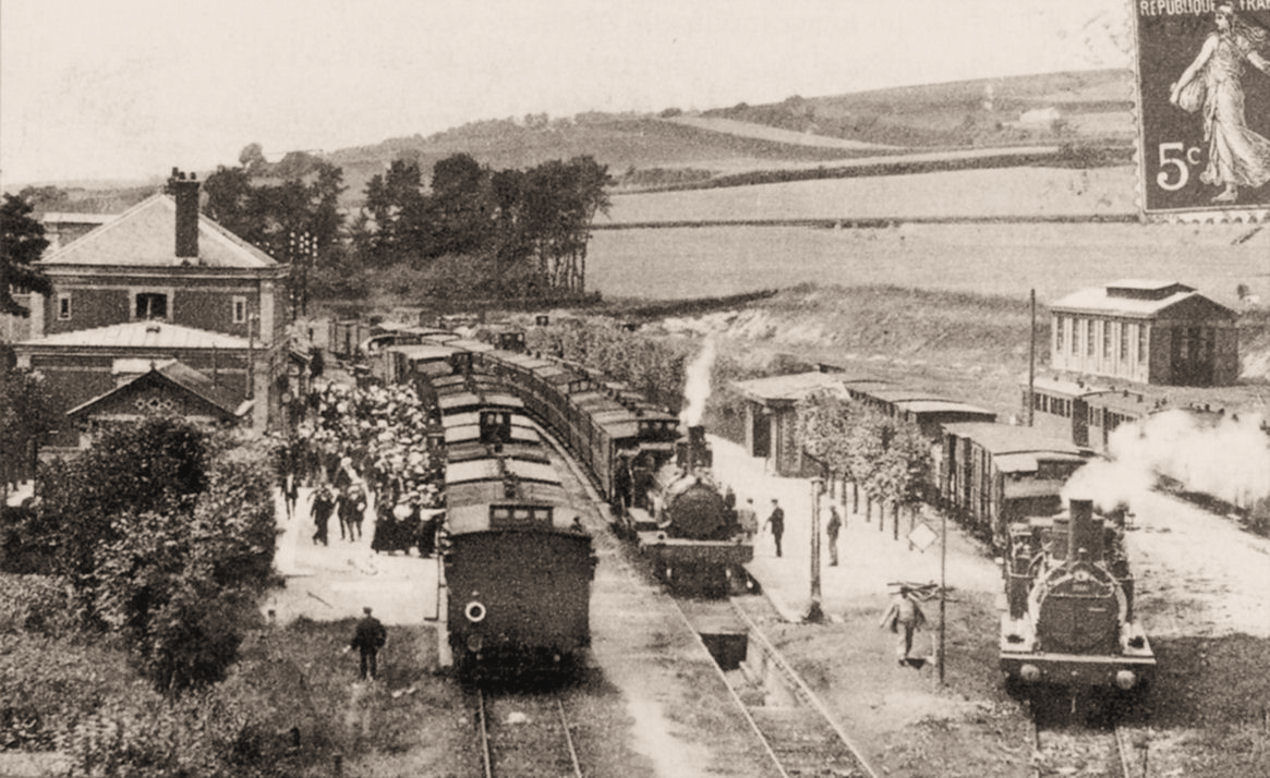
Station Envermeu rond 1906
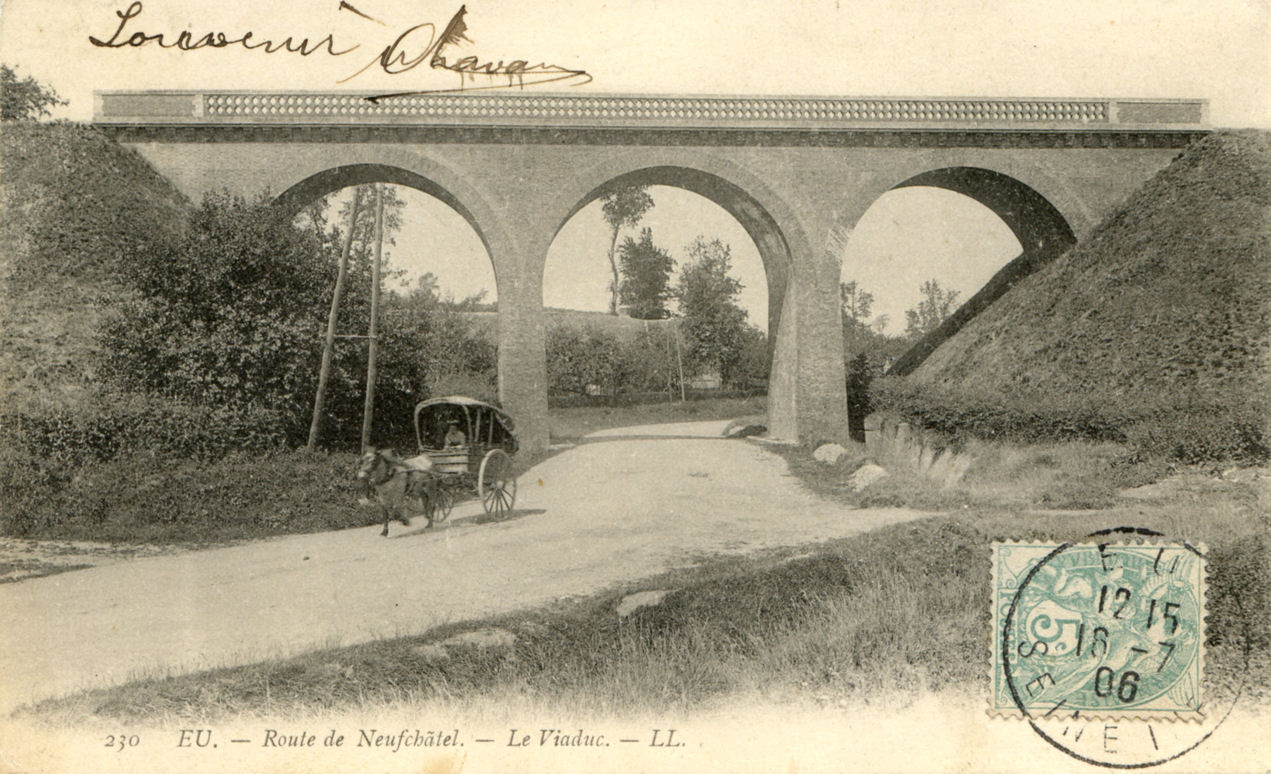
Viaduct bij Eu